# Ancylolomia tripunctalis
Ancylolomia tripunctalis is een vlinder uit de familie grasmotten (Crambidae). De wetenschappelijke naam van deze soort is voor het eerst geldig gepubliceerd in 2011 door Maes.
De soort komt voor in tropisch Afrika.